# Tibetia forrestii
Tibetia forrestii là một loài thực vật có hoa trong họ Đậu. Loài này được (Ali) P.C. Li miêu tả khoa học đầu tiên năm 1989.